# Adolphe de Limburg-Stirum
Le comte Adolphe Louis Thierry Maria de Limburg-Stirum, né le 16 mars 1865 à Zétrud-Lumay et décédé à Bruxelles le 26 février 1926, fut un homme politique belge catholique.

## Biographie
Adolphe de Limburg-Stirum fut docteur en droit (UCL, 1888).
Conseiller provincial de la province de Luxembourg (1892-96), il fut député pour le Parti Catholique (1896-1900). Il remplaça ensuite Paul de Favereau dans le même hémicycle (1900-1921). Il fut également questeur de l'assemblée (1900-12); ensuite, il devint sénateur provincial (1922-1926).

## Généalogie
- Il est fils de Samuel (1824-1899) et Clémence, baronne de Le Gillon (1821-1889).
- Il épousa en 1889 Marie-Caroline, comtesse de Limburg-Stirum (1866-1940).